# 美國博雅學院

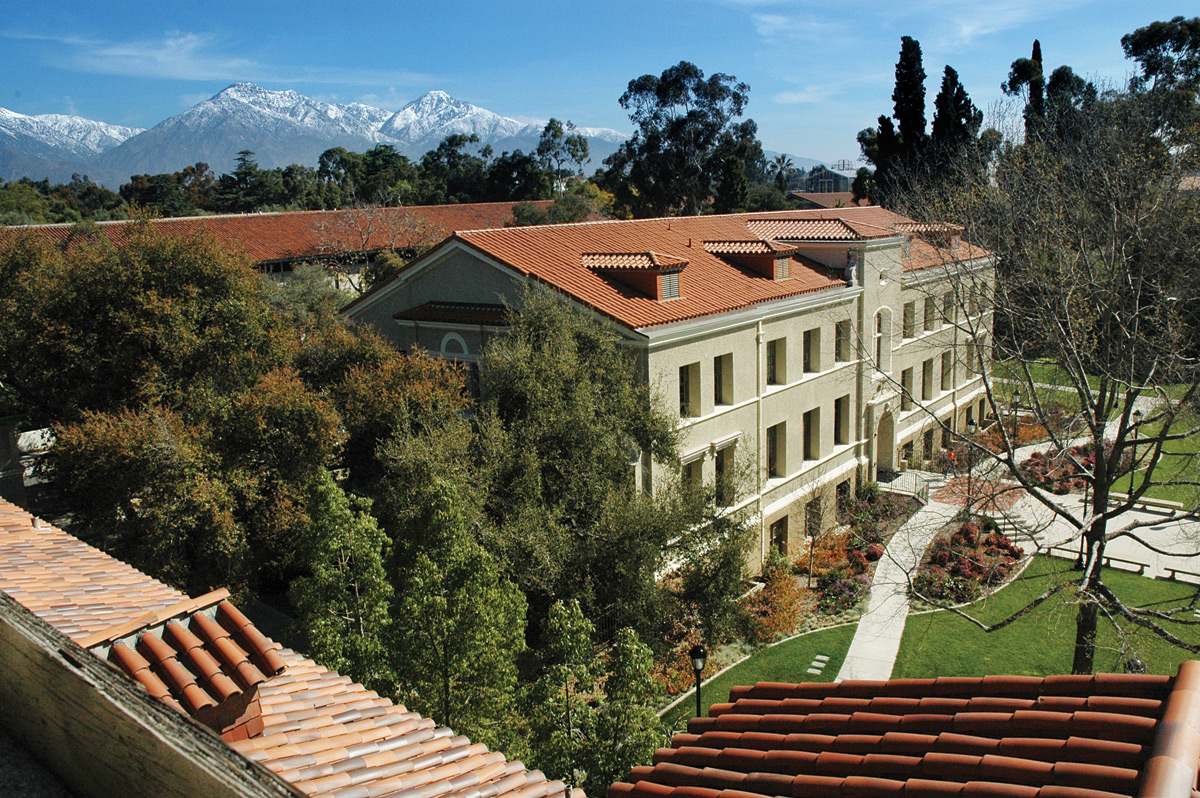
波莫纳学院

美國博雅學院（英語：Liberal Arts Colleges，又譯文理學院）是一種在美国提供本科教育的高等教育機構，為學生提供四年的課程，最終畢業生會獲得文學士或理學士的學位證明。相較於綜合型大學，美國的文理學院通常沒有研究生課程。

## 简介
美国文理学院是美国高等教育中以博雅教育为主的本科教育机构。《简明大英百科全书》将博雅定义为“旨在传授一般知识和发展一般智力能力的学院或大学课程，与专业、职业或技术课程相对照”。一般来说，在文理学院的全日制四年学习课程会让学生获得文学学士学位或理学学士学位。

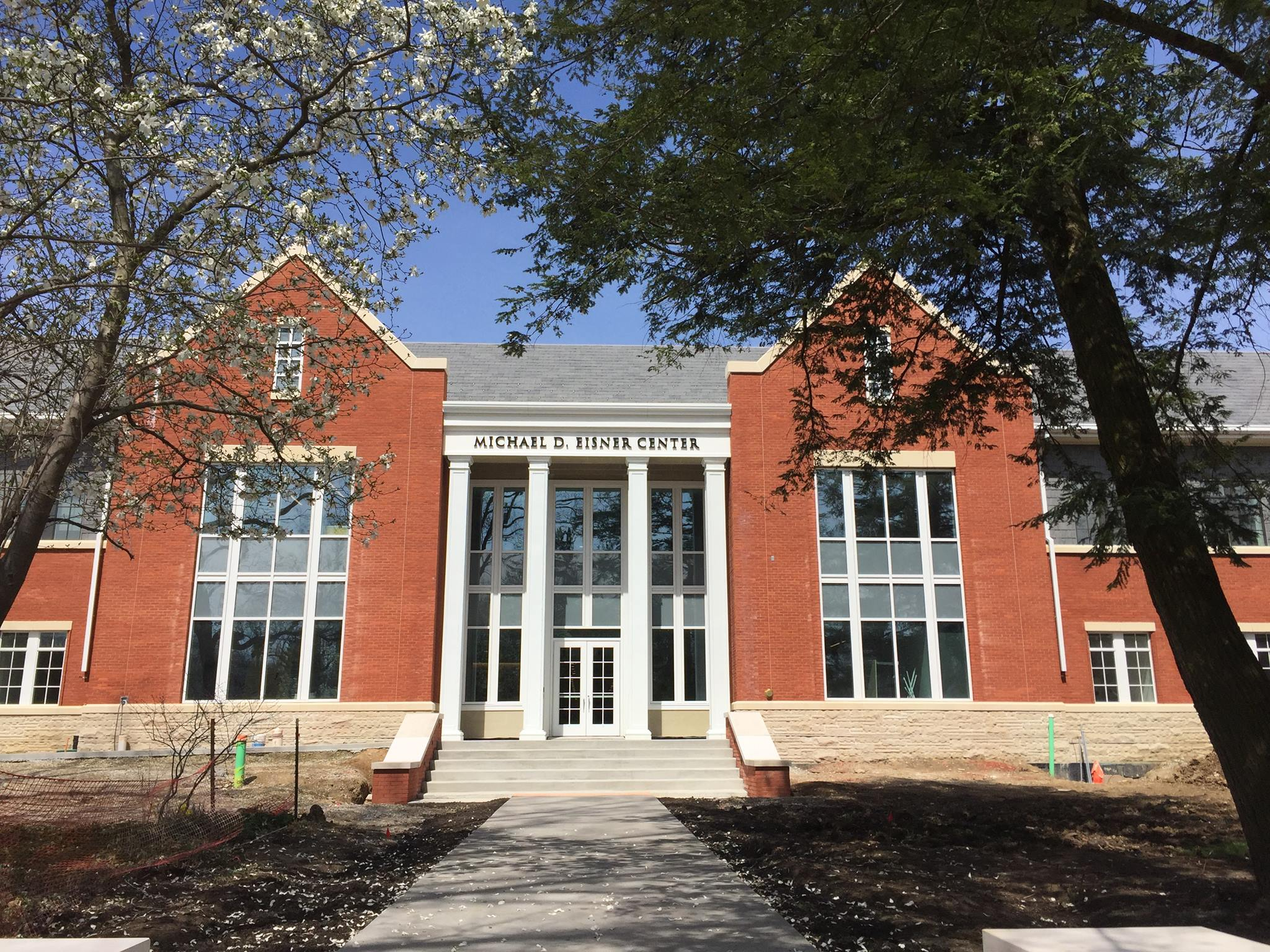
丹尼森大學

这些学校是美国的高等教育机构，传统上强调本科阶段的互动教学，尽管研究仍然是这些机构的组成部分。 虽然美国没有全国性的法律标准，但“大学”一词主要用于指定研究生教育和研究机构，并保留用于授予博士学位的机构，美国的一些州，如马萨诸塞州，只有在提供多个学科的研究生课程时，才授予学校“大学地位”。
这些学院鼓励高水平的师生互动，以全职教师授课为中心。文理学院以住宿制而闻名，其入学人数、班级规模和师生比例可能低于一般大学。